# Betacixius brunnea
Betacixius brunnea är en insektsart som beskrevs av Matsumura 1914. Betacixius brunnea ingår i släktet Betacixius och familjen kilstritar. Inga underarter finns listade i Catalogue of Life.